# Хаил (село)
Хаи́л — село в Хабаровском районе Хабаровского края. Входит в Побединское сельское поселение.

## География
Село Хаил расположено в отдалённой, левобережной части Хабаровского района. Стоит на левом берегу реки Биракан, примерно в 20 км выше её впадения в реку Кур.
Река Кур, сливаясь с рекой Урми, даёт начало Тунгуске, левому притоку Амура.
Расстояние до административного центра сельского поселения пос. Победа по прямой около 30 км (на юго-запад), на моторной лодке вниз по Биракану и по Куру будет несколько дальше, так как реки сильно «петляют».

## Транспорт
В тёплое время года автодорог в той местности, можно сказать, нет.
В зимнее время можно доехать через пос. Победа по зимнику от пос. Смидович Еврейской автономной области, расстояние около 100 км.
Летом вверх по Тунгуске и по Куру до отдалённых сёл Хабаровского района от Хабаровского речного порта ходит теплоход «Заря».
В советское время с Хабаровского аэропорта местных воздушных линий в пос. Победа совершались рейсы на самолёте Ан-2.

## Население
| 2002 | 2010 | 2011 | 2012 | 2021 |
| ---- | ---- | ---- | ---- | ---- |
| 5    | ↘1   | →1   | ↘0   | →0   |

## Инфраструктура
- Жители занимаются сельским хозяйством.
- Окрестности села Хаил славятся охотой и рыбалкой.